# Total Overdose
Total Overdose är en tredjepersonsskjutare från 2005 utvecklad av Deadline Games. Spelet finns till plattformarna Xbox, Playstation 2 och PC. Spelets handling utspelar sig i Mexiko där spelaren ska utföra diverse uppdrag.